# Xichou

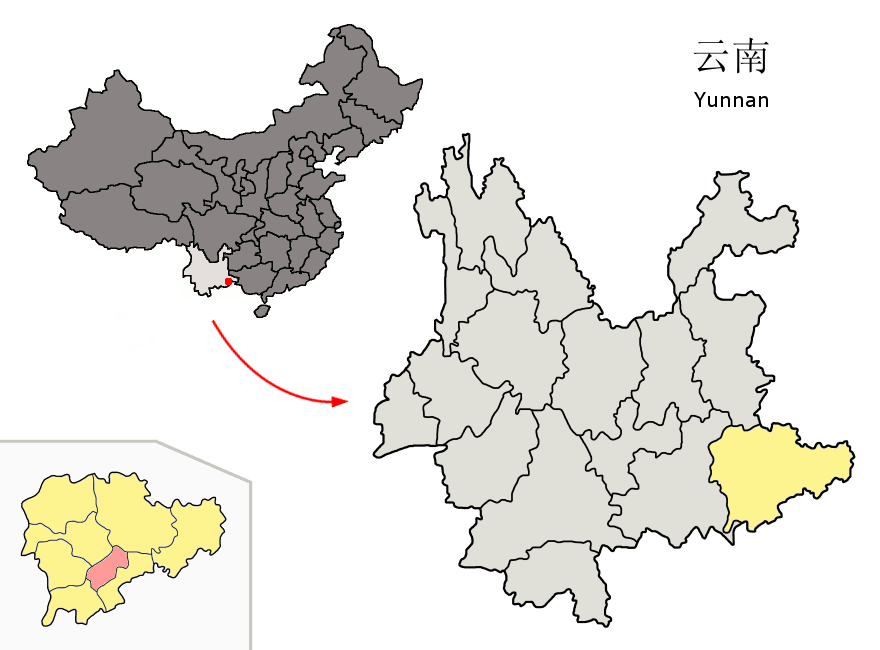
Lage des Kreises Xichou (rosa) in der bezirksfreien Stadt Wenshan (gelb)

Der Kreis Xichou (chinesisch 西畴县, Pinyin Xīchóu Xiàn) ist ein Kreis des Autonomen Bezirks Wenshan der Zhuang und Miao im Südosten der chinesischen Provinz Yunnan. Sein Hauptort ist die Großgemeinde Xisa (西洒镇). Der Kreis Xichou hat eine Fläche von 1.502 km² und zählt 203.630 Einwohner (Stand: Zensus 2020).

## Administrative Gliederung
Auf Gemeindeebene setzt sich der Kreis aus zwei Großgemeinden und sieben Gemeinden zusammen. Diese sind:
- Großgemeinde Xisa 西洒镇
- Großgemeinde Xingjie 兴街镇

- Gemeinde Banggu 蚌谷乡
- Gemeinde Lianhuatang 莲花塘乡
- Gemeinde Xinmajie 新马街乡
- Gemeinde Bailin 柏林乡
- Gemeinde Fadou 法斗乡
- Gemeinde Dongma 董马乡
- Gemeinde Jijie 鸡街乡